# Малые выпи
Ма́лые вы́пи, или волчки́ (лат. Ixobrýchus) — ранее признаваемый род околоводных птиц из семейства цаплевых. Позднее все включаемые таксоны были отнесены к роду Botaurus.

## Описание
Малые выпи являются самыми мелкими представителями отряда пеликанообразных, длина их тела составляет всего 35—38 см. Оперение охристых и рыжих тонов. Такая окраска отлично маскирует птиц в прибрежных зарослях тростника и рогоза, особенно сухих, и в высокой траве. Держатся скрытно, в случае опасности затаиваются и принимают защитную позу, вытягиваясь вертикально и стоя неподвижно.

## Ареал
Распространены в умеренных и тропических поясах всех континентов. Селятся отдельными парами в зарослях по берегам водоёмов, в отличие от большинства других цапель колоний не образуют. В России обитают три вида: малая выпь (волчок), амурский волчок и китайский волчок.

## Питание
Питаются мелкой рыбой, лягушками, насекомыми, моллюсками.

## Размножение
Гнёзда строят в зарослях тростника или в высокой траве, иногда на кустах и деревьях. В кладке 3—9 яиц. Насиживают оба родителя около 20 дней.

## Виды
В роде малых выпей 10 видов, с учётом одного вымершего:
- Ixobrychus cinnamomeus — Охристый волчок, Восточная и Юго-Восточная Азия;
- Ixobrychus dubius — восток и северо-запад Австралии;
- Ixobrychus eurhythmus — Амурский волчок, Восточная и Юго-Восточная Азия;
- Ixobrychus exilis — Индейский волчок, Северная и Южная Америки от востока Канады до юго-востока Бразилии и севера Аргентины;
- Ixobrychus flavicollis — Чёрный волчок, Южная, Юго-Восточная и частично Восточная Азия, Австралия, Новая Гвинея и часть Меланезии;
- Ixobrychus involucris — Пестроспинный волчок, Южная Америка (кроме Патагонии);
- Ixobrychus minutus — Малая выпь, или волчок, Европа (кроме севера), Средняя Азия, Ближний Восток, Западная Индия, Африка к югу от Сахары, Мадагаскар;
- Ixobrychus sinensis — Китайский волчок, Восточная, Южная и Юго-Восточная Азия;
- Ixobrychus sturmii — Сероспинный волчок, Африка к югу от Сахары;
- † Ixobrychus novaezelandiae, Новая Зеландия (Южный остров).